# Tetralobus rondanii
Tetralobus rondanii là một loài bọ cánh cứng trong họ Elateridae. Loài này được Bertoloni miêu tả khoa học năm 1849.